# Sinceny
Sinceny – miejscowość i gmina we Francji, w regionie Hauts-de-France, w departamencie Aisne.
Według danych na styczeń 2014 roku gminę zamieszkiwało 2169 osób, a gęstość zaludnienia wynosiła 164,9 osób/km².